# Ilha Victoria (Rússia)
Victoria (em russo:  Остров Виктория; Ostrov Viktoriya) é uma pequena ilha do Ártico situada a 80° 36° 46' E 9' N, a meio caminho entre o arquipélago norueguês de Svalbard e o arquipélago russo de Terra de Francisco José. É a mais ocidental das ilha árticas russas e tem área de 14 km². Está quase totalmente coberta de gelo. A ilha Victoria é administrada como parte da Terra de Francisco José, que pertence ao oblast de Arkhangelsk, na Rússia.
A altitude máxima da ilha Victoria é de 105 m. O cabo de noroeste designa-se cabo Knipovich. Apresenta a curiosidade de não estar delimitada no Google Maps.